# روبرت بي ويد
روبرت بي ويد (بالإنجليزية: Robert B. Weide)‏ كاتب سيناريو ومخرج ومنتج أمريكي من مواليد 20 يونيو 1959 اشتهر بعمل الأفلام الوثائقية، ومن أشهر أعماله المسلسل الكوميدي اكبح حماسك.

## روابط خارجية
- روبرت بي ويد على موقع IMDb (الإنجليزية)
- روبرت بي ويد على موقع ميتاكريتيك (الإنجليزية)
- روبرت بي ويد على موقع ألو سيني (الفرنسية)
- روبرت بي ويد على موقع أول موفي (الإنجليزية)
- روبرت بي ويد على موقع بوكس أوفيس موجو (الإنجليزية)
- روبرت بي ويد على موقع قاعدة بيانات الأفلام السويدية (السويدية)
- روبرت بي ويد على موقع قاعدة بيانات الفيلم (الإنجليزية)
- روبرت بي ويد على موقع كينوبويسك (الروسية)